# 食人樹
食人樹指不同傳說中的大型食肉植物，其體型龐大得能夠殺死甚至吞噬一個人類或其它大型動物。縱使有著各種不能肯定的有關報告記載，目前為止沒有此類植物的具體存在證據。
在非洲东部的马达加斯加就流传吃人植物「恶魔树（也叫黑板树）」，恶魔树会用带催眠作用的香气吸引人靠近，然后用藤蔓捲人类抓起来吸血，人类会因此而死。在西元1881年就报道有人目睹有女子被当地部落的仪式沦为恶魔树的祭品食物。
1920年9月26日卡尔·李奇博士（Dr. Carl Liche）在《美国周报》（American Weekly）上报告说，他于1878年在马达加斯加看見一棵巨大的开花植物将一名Mkodos部落的年轻女人活生生消化掉。1925年布兰特（W.C. Bryant）宣稱在菲律宾棉兰老岛發現食人樹。
1971年南美洲科学家组织一支探险队，前往马达加斯加岛考察。他们在传闻有吃人树的地区进行广泛的搜索，但並沒有發現食人樹。1979年，英国人艾得里安·斯莱克在《食肉植物》一書表示，到目前为止，学术界尚未发现有关吃人植物的正式记载和报道。1955年，美籍德裔科普作家威利·雷（Willy Ley）在《火蜥蜴和其他怪物》（Salamanders and other Wonders）一书中指出食人树是编造的。
目前地球上的食肉植物（carnivorous plant），有13科20属600多种，绝大多数都隶属于猪笼草科、茅膏菜科和狸藻科等三个食肉植物科。目前，已知的捕虫器官最大肉食植物之一是馬來王豬籠草（Nepenthes rajah），會捕食小型哺乳动物。
智利普亞鳳梨葉片上的棘刺能使得靠近的羊隻受困，並且在牠們死掉後吸收其屍體的營養，又被稱為「食羊樹」。

### 註腳
1. ↑  Shuker, Karl. . Paraview. 2003. ISBN 1-931044-64-3.
2. ↑  稻垣榮洋. . 奇幻基地. 2019/03/30: 82–83. ISBN 9789869683388.
3. ↑  Phillipps, A. 1988. A Second Record of Rats as Prey in Nepenthes rajah. Carnivorous Plant Newsletter 17(2): 55.

### 書目
- Michell, John and Rickard, Bob. . Rough Guides. 2000. ISBN 1-85828-589-5.